# 第76回毎日映画コンクール
第76回毎日映画コンクールは、毎日新聞社とスポーツニッポン新聞社が主催する賞であり、2021年1月1日から12月31日まで国内で14日間以上有料で上映された映画を対象とし、2022年2月15日に東京都目黒区のめぐろパーシモンホールで表彰式が開催された。

## 受賞とノミネート
第76回毎日映画コンクールの候補は2021年12月16日に発表された。2022年1月20日に受賞者が発表された。

### 受賞結果
受賞者は各項目最上段に太字でダブルダガー付きのものである。
また、日本映画優秀賞と大藤信郎賞には太字でダガーを付けている。
| 日本映画大賞・日本映画優秀賞 - 『ドライブ・マイ・カー』 - 濱口竜介、山本晃久 - 『すばらしき世界』 - 西川美和、西川朝子、伊藤太一、北原栄治、濱田健二、小竹里美 - 『茜色に焼かれる』 - 石井裕也、永井拓郎、神保友香、飯田雅裕 - 『空白』 - 吉田恵輔、佐藤順子、河村光庸 - 『由宇子の天秤』 - 春本雄二郎、松島哲也、片渕須直 | 外国映画ベストワン賞 - 『ノマドランド』 - クロエ・ジャオ、フランシス・マクドーマンド、ピーター・スピアーズ、モリー・アッシャー、ダン・ジャンヴィー - 『ONODA 一万夜を越えて』 - アルチュール・アラリ - 『春江水暖～しゅんこうすいだん』 - グー・シャオガン - 『ファーザー』 - フローリアン・ゼレール、フィリップ・カルカソンヌ、サイモン・フレンド、ジャン＝ルイ・リヴィ、デヴィッド・パーフィット、クリストフ・スパドーン - 『プロミシング・ヤング・ウーマン』 - エメラルド・フェネル、トム・アッカーリー、ベン・ブラウニング、アシュリー・フォックス、ジョシー・マクナマラ、マーゴット・ロビー |
| 男優主演賞 - 佐藤健 - 『護られなかった者たちへ』 - 利根泰久 役 - 西島秀俊 - 『ドライブ・マイ・カー』 - 家福悠介 役 - 東出昌大 - 『草の響き』 - 工藤和雄 役 - 古田新太 - 『空白』 - 添田充 役 - 松山ケンイチ - 『BLUE/ブルー』 - 瓜田信人 役 - 役所広司 - 『すばらしき世界』 - 三上正夫 役                                  | 女優主演賞 - 尾野真千子 - 『茜色に焼かれる』 - 田中良子 役 - 有村架純 - 『花束みたいな恋をした』 - 八谷絹 役 - 加賀まりこ - 『梅切らぬバカ』 - 山田珠子 役 - 門脇麦 - 『あのこは貴族』 - 榛原華子 役 - 瀧内公美 - 『由宇子の天秤』 - 木下由宇子 役 |
| 男優助演賞 - 仲野太賀 - 『すばらしき世界』 - 津乃田龍太郎 役 - 岡田将生 - 『ドライブ・マイ・カー』 - 高槻耕史 役 - 鈴木亮平 - 『孤狼の血 LEVEL2』 - 上林成浩 役 - 光石研 - 『由宇子の天秤』 - 木下政志 役 - 村上虹郎 - 『孤狼の血 LEVEL2』 - 近田幸太 役                                                                   | 女優助演賞 - 清原果耶 - 『護られなかった者たちへ』 - 円山幹子 役 - 寺島しのぶ - 『空白』 - 草加部麻子 役 - 倍賞美津子 - 『護られなかった者たちへ』 - 遠島けい 役 - 三浦透子 - 『ドライブ・マイ・カー』 - 渡利みさき 役 - 水原希子 - 『あのこは貴族』 - 時岡美紀 役 |
| スポニチグランプリ新人賞（男性） - 和田庵 - 『茜色に焼かれる』 - 田中純平 役 - 青木柚 - 『うみべの女の子』 - 磯辺恵介役 - 金子大地 - 『サマーフィルムにのって』 - 凛太郎役 - Fukase - 『キャラクター』 - 両角役 - 松村北斗- 『ライアー×ライアー』 - 高槻透役                                                               | スポニチグランプリ新人賞（女性） - 片山友希 - 『茜色に焼かれる』 - ケイ 役 - 伊藤万理華 - 『サマーフィルムにのって』 - ハダシ役 - 河合優実 - 『由宇子の天秤』 - 小畑萌役 - 駒井蓮 - 『いとみち』 - 相馬いと役 - 古川琴音 - 『偶然と想像』 - 芽衣子役 |
| 田中絹代賞 - 2020年度より俳優部門から独立。特別賞とともに諮問委員会で選定される。 | 監督賞 - 濱口竜介 - 『ドライブ・マイ・カー』 - 石井裕也 - 『茜色に焼かれる』 - 瀬々敬久 - 『護られなかった者たちへ』 - 西川美和 - 『すばらしき世界』 - 横浜聡子 - 『いとみち』 - 吉田恵輔 - 『空白』 |
| 脚本賞 - 吉田恵輔 - 『空白』 - 坂元裕二 - 『花束みたいな恋をした』 - 西川美和 - 『すばらしき世界』 - 濱口竜介 - 『偶然と想像』 - 濱口竜介、大江隆允 - 『ドライブ・マイ・カー』 - 春本雄二郎 - 『由宇子の天秤』 | 撮影賞 - 笠松則通 - 『すばらしき世界』 - 鎌苅洋一 - 『花束みたいな恋をした』 - 四宮秀俊 - 『ドライブ・マイ・カー』 - 鍋島淳裕 - 『護られなかった者たちへ』 - 柳島克己 - 『いとみち』 |
| 美術賞 - 原田哲男 - 『燃えよ剣』 - 今村力 - 『孤狼の血 LEVEL2』 - 徐賢先 - 『ドライブ・マイ・カー』 - 杉本亮 - 『花束みたいな恋をした』 - 三ツ松けいこ - 『すばらしき世界』 | 音楽賞 - 林正樹 - 『すばらしき世界』 - 石橋英子 - 『ドライブ・マイ・カー』 - 大友良英 - 『花束みたいな恋をした』 - 世武裕子 - 『空白』 - 渡邊琢磨 - 『いとみち』 |
| 録音賞 - 浦田和治 - 『孤狼の血 LEVEL2』 - 伊豆田廉明 - 『ドライブ・マイ・カー』 - 岩丸恒 - 『いとみち』 - 高田伸也 - 『護られなかった者たちへ』 - 田中博信 - 『空白』 | ドキュメンタリー映画賞 - 『水俣曼荼羅』 - 『いまはむかし 父・ジャワ・幻のフィルム』 - 『たゆたえども沈まず』 - 『ちょっと北朝鮮まで行ってくるけん。』 - 『標的』 |
| アニメーション映画賞・大藤信郎賞 長編 - 『岬のマヨイガ』 - 『アイの歌声を聴かせて』 - 『映画大好きポンポさん』 - 『漁港の肉子ちゃん』 - 『JUNK HEAD』 - 『竜とそばかすの姫』 · | 短編 - 『プックラポッタと森の時間』 - 『I'm Late』 - 『飯縄縁日』 - 『幾多の北』 - 『おやすみ』 - 『ガラッパどんと暮らす村』 - 『軟膏母さん』 - 『Parallax』 - 『久々』 - 『不安な体』 - 『Blink in the Desert』 - 『平凡な奇跡』 - 『BOX』 - 『骨嚙み』 |

### TSUTAYAプレミアム映画ファン賞
日本映画部門
- 『るろうに剣心 最終章 The Final』

外国映画部門
- 『007/ノー・タイム・トゥ・ダイ』

### 特別賞
- 岩波ホール (エキプ・ド・シネマの活動)

### 田中絹代賞
- 宮本信子

### 複数の部門での候補及び受賞作品
| ノミネート | 映画                       |
| ---------- | -------------------------- |
| 10         | 『ドライブ・マイ・カー』   |
| 8          | 『すばらしき世界』         |
| 7          | 『空白』                   |
| 5          | 『茜色に焼かれる』         |
| 5          | 『いとみち』               |
| 5          | 『花束みたいな恋をした』   |
| 5          | 『護られなかった者たちへ』 |
| 5          | 『由宇子の天秤』           |
| 4          | 『孤狼の血 LEVEL2』        |
| 2          | 『あのこは貴族』           |
| 2          | 『偶然と想像』             |
| 2          | 『サマーフィルムにのって』 |

| 受賞数 | 作品                       |
| ------ | -------------------------- |
| 4      | 『すばらしき世界』         |
| 3      | 『茜色に焼かれる』         |
| 2      | 『ドライブ・マイ・カー』   |
| 2      | 『護られなかった者たちへ』 |

## 審査員（選考委員）
一次選考委員
相田冬二、秋本鉄次、秋山登、明智惠子、安藤紘平、石坂健治、石飛徳樹、イソガイマサト、稲垣都々世、岩田和明、宇田川幸洋、内海陽子、浦崎浩實、
襟川クロ、大高宏雄、大竹洋子、尾形敏朗、岡田秀則、岡本耕治、鬼塚大輔、小野耕世、小野民樹、恩田泰子、賀来タクト、影山理、金澤誠、
川口敦子、きさらぎ尚、北川れい子、北小路隆志、木全公彦、木全純治、金原由佳、古賀重樹、小菅昭彦、小西均、斎藤敦子、塩田時敏、鈴木元、
関口裕子、高橋諭治、立花珠樹、立田敦子、田中千世子、田中文人、谷川建司、出口丈人、寺脇研、轟夕起夫、中川洋吉、中山治美、西脇英夫、
野島孝一、野村正昭、萩尾瞳、馬場広信、春岡勇二、樋口尚文、平山允、福永聖二、北條誠人、細谷美香、三浦理高、三留まゆみ、宮澤誠一、ミルクマン斉藤、
宮田武雄、村川英、村山匡一郎、森直人、矢田庸一郎、矢田部吉彦、柳下毅一郎、山根貞男、吉田伊知郎、渡辺浩、渡部実、勝田友巳、井上知大、鈴木隆
二次選考委員
〈作品部門〉
- 角田光代(作家)
- 加藤正人(脚本家)
- 佐伯知紀(映画映像研究者)
- 新藤次郎(映画プロデューサー)
- 矢田部吉彦(東京国際映画祭シニアプログラマー)

以上5名
〈俳優部門〉
- 足立喜之(元スバル座支配人、プロデューサー)
- 椎井友紀子(映画プロデューサー)
- 滝田洋二郎(映画監督)
- 冨田三起子(映画祭コーディネーター)
- 野島孝一(映画ジャーナリスト)
- 真魚八重子(映画評論家)

以上6名
〈スタッフ部門〉
- 荒木啓子(ぴあフィルムフェスティバルディレクター)
- 掛尾良夫(城西国際大招へい教授)
- 勝田友巳(毎日新聞社学芸部長)
- 北小路隆志(映画評論家)
- 小林淳(映画・音楽関連文筆家)
- 坂野ゆか(川喜多記念映画文化財団チーフコーディネーター)
- 白石和彌(映画監督)
- 田辺信道(録音監督)
- 長津晴子(脚本家)
- 丸山裕司(美術監督)
- 渡部眞(撮影監督)

以上11名
〈ドキュメンタリー部門〉
- 石坂健治(日本映画大教授)
- 伊勢真一(映画監督)
- 金平茂紀(TBS「報道特集」キャスター　エグゼティブ・エキスパート)
- 林典子(フォトジャーナリスト)
- 藤岡朝子(山形国際ドキュメンタリー映画祭理事)

＝一次選考委員(若林良、渡辺勝之、勝田友巳)
以上5名
〈アニメーション部門〉
- 岡本美津子(東京芸術大学大学院映像研究科教授)
- 片渕須直(アニメ監督)
- 高瀬康司(アニメーション研究・批評)
- 土居伸彰(新千歳国際アニメーション映画祭ディレクター)
- 和田敏克(東京造形大准教授)

＝一次選考委員(原口正宏、藤津亮太、勝田友巳)
以上5名